# Беркут-8
«Беркут-8» — снегоболотоход-амфибия широкого спектра применения на шинах сверхнизкого давления. 
Беркут-8 выпускается Тюменским заводом вездеходной техники.
Изделие представляет собой двухзвенную плавающую машину с балансирной подвеской и ломающейся рамой. Геометрическая проходимость обеспечивается клиренсом в 0,76 метра, ходом колес до 0,95 метра, плоским и ровным днищем. Вездеход имеет герметичный корпус и преодолевает водные преграды без специальной подготовки, плавает с полной загрузкой. Передвигается по любому снежному покрову. На нем разрешено движение по дорогам общего пользования.

## История
Разработка вездехода «Беркут-8» началась в 2011 году, а первая серийная модель была выпущена в 2012 г. Вездеход оснащался роликовым приводом колес и выпускался в трех модификациях: грузовая платформа, буровая платформа, грузо-пассажирский транспортник.
Второе поколение появилось в 2017 году. Коренное отличие от предшественника — цепной привод колес, позволяющий использовать шины практически любого размера, вплоть до 1700 мм.

## Характеристики
«Беркут-8» имеет двухзвенную компоновку. Силовой агрегат расположен в первом (переднем) звене. Рама вездехода имеет 3 степени свободы. Второе звено модульное. Дизельный двигатель, с турбонаддувом. Рабочий объем - 2,5 литра. Мощность 83 л. с. Постоянный полный привод с блокируемым межосевым дифференциалом. Межколесные дифференциалы - самоблокирующиеся. Колесная формула 8х8. Подвеска балансирная, с блокировкой балансиров. Тормоза дисковые с вакуумным усилителем. Рулевое управление с гидроусилителем.
Первое звено снегоболотохода «Беркут-8» имеет простой и добротный салон, органы управления автомобильного типа. Рабочее место водителя оборудовано спальным местом, вмещает до 3 пассажиров. Во втором звене грузопассажирского транспортника, при необходимости могут сравнительно долгое время жить в автономном режиме 4 человека, Его пассажировместимость в поездке до 6 человек.

## Применение
«Беркут-8» используется в ФСК ЕЭС.

## Галерея

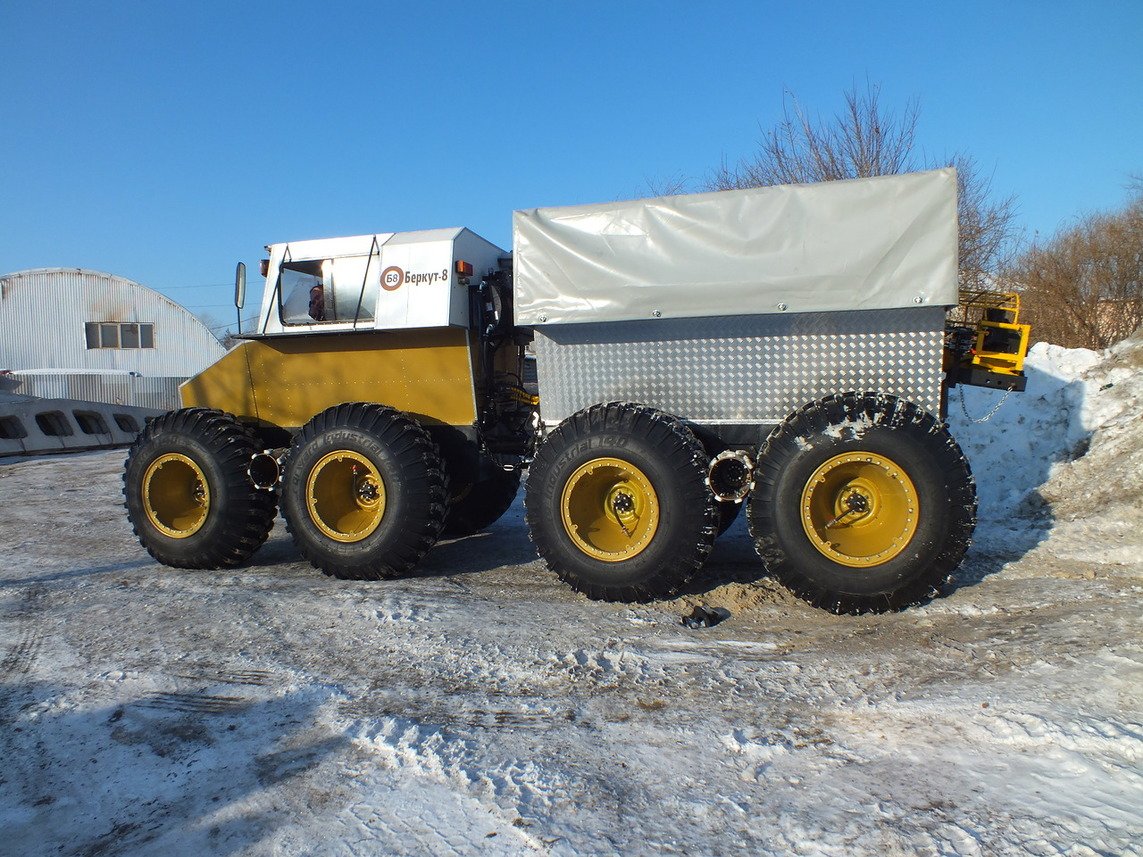
«Беркут-8» первого поколения — хорошо видны приводные ролики колёс
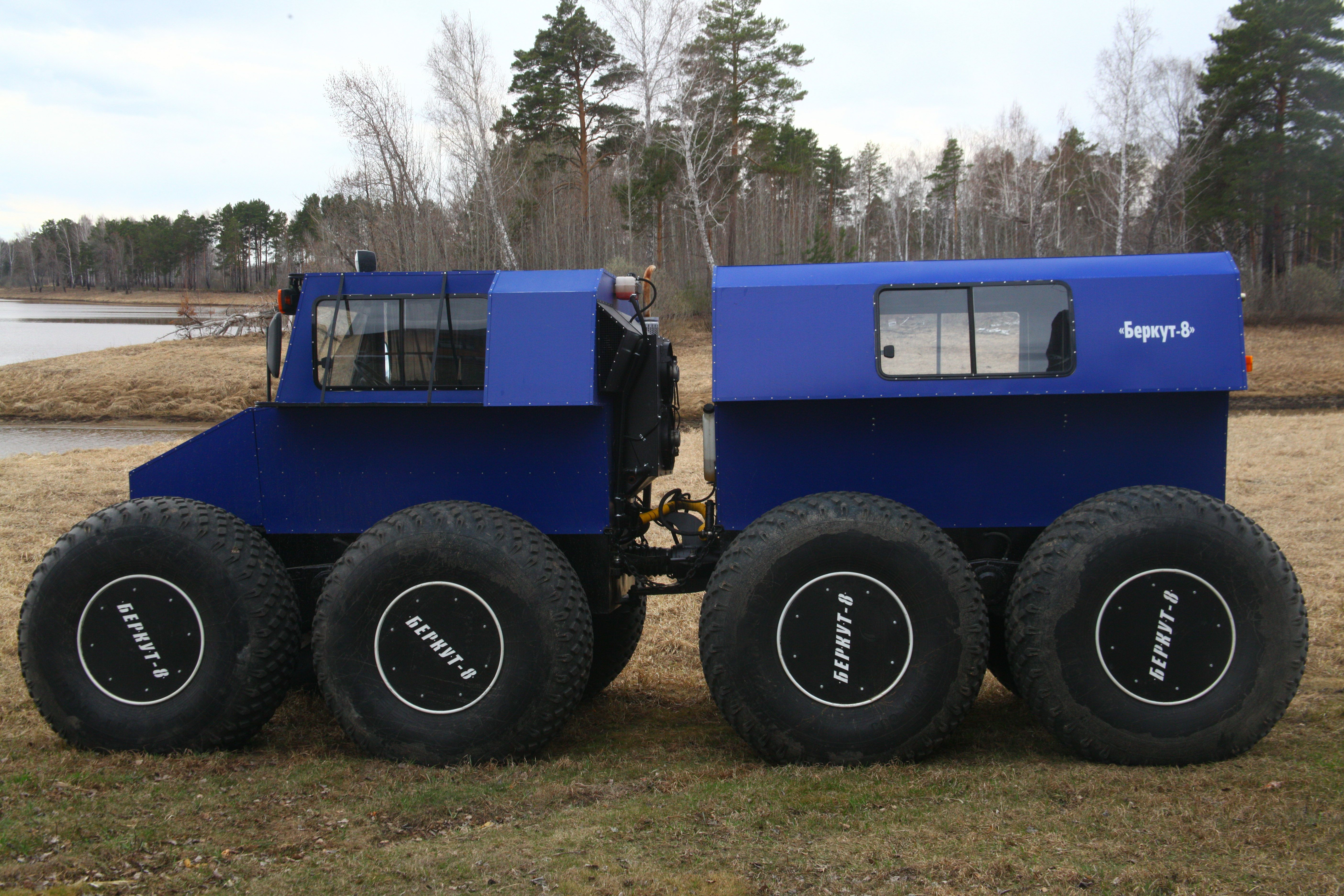
Во втором поколении роликовый привод заменили цепным